# Долна Бела църква
Вижте пояснителната страница за други значения на Бела църква.
Долна Бела църква (изписване до 1945 година: Долна Бѣла църква; на македонска литературна норма: Долна Бела Црква) е село в югозападната част на Северна Македония, община Ресен.

## География
Селото е разположено южно от Ресен и северно от Преспанското езеро.

## История
В края на XIX век Долна Бела църква е село в Ресенска нахия на Битолска каза на Османската империя. В „Етнография на вилаетите Адрианопол, Монастир и Салоника“, издадена в Константинопол в 1878 година и отразяваща статистиката на населението от 1873 година, двете села Долна и Горна Бела църква са дадени под едно и също име Бела църква (Bélatsrkva) – едното с 35 домакинства и 37 жители мюсюлмани и 42 32 жители българи и другото с 23 домакинства и 36 жители мюсюлмани и 20 българи.
В 1888 година е построена църквата „Св. св. Константин и Елена“ в центъра на селото.
Според българския географ Васил Кънчов („Македония. Етнография и статистика“) в 1900 година Долна Бѣла църква има 160 жители българи християни и 105 арнаути мохамедани.
На Етнографската карта на Битолския вилает на Картографския институт в София от 1901 година Долна Бела църква е смесено село българи, албанци и власи в Битолската каза на Битолския санджак с 42 къщи.
По време на Илинденското въстание Горна или Долна Бела църква е нападната от турски аскер и е убит Милош Бендалов.
Всички християнски жители на Долна Бела църква в началото на XX век са под върховенството на Българската екзархия – според статистиката на секретаря на Екзархията Димитър Мишев („La Macédoine et sa Population Chrétienne“) в 1905 година населението на Долна се състои от 224 българи екзархисти.
В годините след Първата световна война, на половин километър източно от селото е построена втората селска църква „Свети Петър“.
Според преброяването от 2002 година селото има 237 жители.
| Националност     | Всичко |
| северномакедонци | 156    |
| албанци          | 81     |
| турци            | 0      |
| цигани           | 0      |
| власи            | 0      |
| сърби            | 0      |
| бошняци          | 0      |
| други            | 0      |

## Личности
Родени в Долна Бела църква
- Кязим Шаип, арестуван преди април 1904 година, обвинен в „кражба на предмети от християнското население от селата Подмочани и Езерани в периода, когато то се присъединило към комитите и се бунтувало“, осъден на 1 година от Апелативния наказателен съд, лежал в Битолския затвор, амнистиран с общата амнистия от 12 април 1904 година[9]
- Луфти Тахир, от Бела църква, арестуван преди април 1904 година, обвинен в кражба на „няколко глави от добитъка, който се разпръснал от християнските села по време на Крушевските събития“,[10] осъден на 1 година затвор от Първостепенния наказателен отдел, лежал в Битолския затвор, амнистиран с общата амнистия от 12 април 1904 година[11]
- Мухарем Хаим, арестуван преди април 1904 година, обвинен в „кражба на предмети от християнското население от селата Подмочани и Езерани в периода, когато то се присъединило към комитите и се бунтувало“, осъден на 1 година от Апелативния наказателен съд, лежал в Битолския затвор, амнистиран с общата амнистия от 12 април 1904 година[12]
- Сеид Иса, арестуван преди април 1904 година, обвинен в „кражба на предмети от християнското население от селата Подмочани и Езерани в периода, когато то се присъединило към комитите и се бунтувало“, осъден на 1 година от Апелативния наказателен съд, лежал в Битолския затвор, амнистиран с общата амнистия от 12 април 1904 година[12]
- Хаджи Тимуршах, арестуван преди април 1904 година, обвинен в „кражба на предмети от християнското население от селата Подмочани и Езерани в периода, когато то се присъединило към комитите и се бунтувало“, осъден на 1 година от Апелативния наказателен съд, лежал в Битолския затвор, амнистиран с общата амнистия от 12 април 1904 година[12]